# Scott Kosar

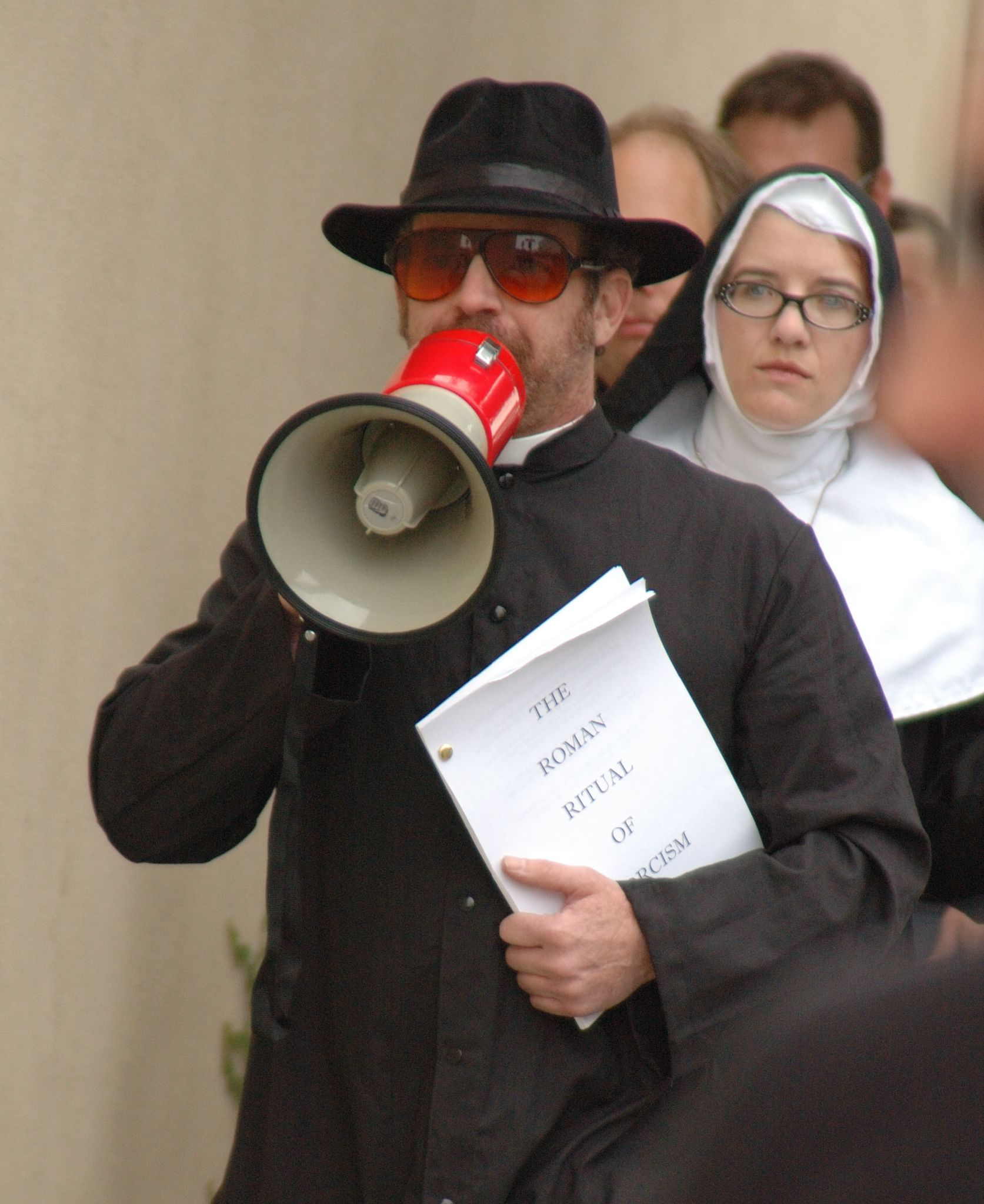
Scott Kosar (Autorenstreik 2007)

Scott Alan Kosar (* 1963) ist ein US-amerikanischer Drehbuchautor.

## Biografie
Während Scott Alan Kosar an der Filmhochschule der UCLA studierte, schrieb er das Drehbuch zu Der Maschinist (2004). Da die Vorproduktion mehrere Jahre in Anspruch nahm, interessierte sich Michael Bay für ihn, sodass er ihn als Drehbuchautor für die beiden von ihm produzierten Remakes Michael Bay’s Texas Chainsaw Massacre  (2003) und Amityville Horror – Eine wahre Geschichte (2005) engagierte.

## Filmografie
- 2003: Michael Bay’s Texas Chainsaw Massacre (The Texas Chainsaw Massacre)
- 2004: Der Maschinist (The Machinist)
- 2005: Amityville Horror – Eine wahre Geschichte (The Amityville Horror)
- 2010: The Crazies – Fürchte deinen Nächsten (The Crazies)
- 2015–2017: Bates Motel (Fernsehserie)